# Вендел Да Сілва Рамос
Вендел Да Сілва Рамос (порт.-браз. Wendel da Silva Ramos; нар. 1 квітня 2001, м. Лімейра, штат Сан-Паулу, Бразилія), відомий як Вендел — бразильський футболіст, центральний півзахисник.

## Життєпис
Футболом розпочав займатися в «Інтернасьйоналі» (Лімейра), за юнацьку команду якого виступав до 2017 року. Потім виступав за молодіжну команду клубу «XV де Пірасікаба». 25 листопада 2020 року вперше потрапив до заявки першої команди клубу, на матч кубку Бразилії проти «Прімавери» (Сан-Паулу), але просидів увесь поєдинок на лаві запасних. На початку січня 2021 року вільним агентом залишив команду.
До середини серпня 2021 року перебував без клубу, після чого уклав договір з новачком професійних турнірів ФК «Вовчанськ». У футболці українського клубу дебютував 18 серпня 2021 року в переможному (1:0) виїзному поєдинку кубку України проти «Олімпії» (Савинці). Вендел вийшов на поле в стартовому складі, а на 86-ій хвилині його замінив Сергій Костюк. У Другій лізі України дебютував 23 серпня 2021 року в переможному (2:0) домашньому поєдинку 5-го туру групи «Б» проти «Вікторії» (Миколаївка). Рамос вийшов на поле на 69-ій хвилині, замінивши Дмитра Пентелейчука.
20 серпня 2022 року став гравцем харківського «Металіста 1925».

## Досягнення
- Бронзовий призер Другої ліги України: 2022/23